# Solresol

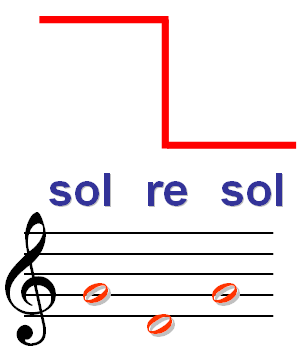

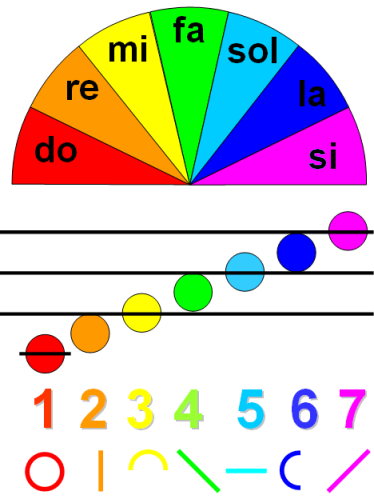

Solresol – język sztuczny opracowany w 1817 roku przez Francuza Jeana François Sudre’a. Opiera się on na skali muzycznej, wyrazy składają się z od 1 do 4 nut.
Przykład:
- Bóg (do-mi-sol) – Szatan (sol-mi-do) [pojęcia przeciwstawne tworzy się przestawiając głoski]
- język (sol-re-sol)

Solresol pozwala na utworzenie 75226 słów.
Dzięki zastosowaniu w języku solresol tylko 7 różnych sylab, możliwe jest komunikowanie się nim na wiele sposobów (w tym również przez osoby niesłyszące) w kontaktach bezpośrednich, na duże odległości jak i w piśmie:
- zwykły zapis literowy: do, re, mi, fa, sol, la, si
- skrócony zapis: D, R, M, F, So, L, S
- zapisem nutowym na pięciolinii (czasem stosuje się tylko 3 najniższe linie)
- zapisem numerycznym: 1, 2, 3, 4, 5, 6, 7
- specjalnymi symbolami stworzonymi przez B. Gajewskiego do zapisu tego języka
- gestami wykonywanymi rękami
- za pomocą barw tęczy (czerwony, pomarańczowy, żółty, zielony, niebieski, indygo, fioletowy)
- wybijaniem, wyklaskiwaniem odpowiedniej liczby uderzeń (1, 2, 3...7)
- graniem odpowiednich dźwięków na instrumencie muzycznym